# Chéry-lès-Rozoy
Chéry-lès-Rozoy es una comuna francesa, situada en el departamento de Aisne, de la región de Alta Francia.

## Demografía
| 167 | 142 | 144 | 145 | 100 | 114 | 101 | 90 |
| Para los censos de 1962 a 1999 la población legal corresponde a la población sin duplicidades (Fuente: INSEE [Consultar]) |     |     |     |     |     |     |    |